# Bernard (biskup Porto)
Bernard (zm. 18 sierpnia 1176) – włoski kardynał.

## Życiorys
Przed nominacją był przeorem wspólnoty kanoników regularnych na Lateranie. Prawdopodobnie odbył wcześniej studia prawnicze lub teologiczne gdyż używał tytułu magister. W styczniu 1145 nadał swojemu zgromadzeniu nową regułę i uzyskał dla wspólnoty przywileje od ówczesnego papieża Lucjusza II, który w grudniu 1144 mianował go kardynałem diakonem. Następny papież Eugeniusz III mianował go kardynałem prezbiterem San Clemente (w grudniu 1145) i archiprezbiterem bazyliki watykańskiej. W 1153 i 1158 był legatem w Niemczech. Po powrocie z tej drugiej legacji uzyskał promocję do rangi kardynała biskupa Porto e S. Rufina. Papież Hadrian IV rekomendował go na swojego następcę, jednak papieska elekcja 1159 zakończyła się podwójnym wyborem papieża Aleksandra III i antypapieża Wiktora IV. Bernard stanął po stronie tego pierwszego i towarzyszył mu na wygnaniu we Francji w latach 1162-65. Był jednym z legatów Aleksandra III na synod w Saint-Jean-de-Losne w 1162. Zmarł w Rzymie.